# Дааим аль-ислам
«Да’а’и́м аль-исла́м» (араб. بعائم الإسلام‎, букв. «Устои ислама») — мусульманская книга по юриспруденции исмаилитского шиитского ислама.

## Автор
Книга была написана аль-Кади ан-Нуманом. Он служил как да’и четырём исмаилитским имамам (от 11-го имама Абдуллах аль-Махди Биллаха до 14-го имама аль-Азиз Биллаха, первых четырёх фатимидских халифов Египта).

## Содержание
В книге подчёркивается, какое значение ислам придаёт манерам и этикету наряду с ибадатом, поклонением Богу, цитируются упоминания первых четырёх фатимидских имамов и более ранних шиитских имамов, Мухаммад аль-Бакира и Джафар ас-Садика.
Последующие фатимидские имамы и халифы, а также исмаилитские да’и опирались на «да’а’им аль-ислам». 16-й исмаилитский имам — халиф аль-Хаким Биамриллах приказал своему да’и, Харуну бин Мухаммаду в Йемене, принимать решения только в свете «да’а’им аль-ислама».